# Begonia leathermaniae
Espèce
Synonymes
- Begonia platanifolia var. acuminatissima Kuntze[1]

Begonia leathermaniae est une espèce de plantes de la famille des Begoniaceae.
Elle fait partie de la section Knesebeckia. Ce bégonia est originaire de Bolivie. L'espèce a été décrite en 1983 par T. O'Reilly et C. Karegeannes. L'épithète spécifique leathermaniae est un hommage à l'horticultrice Sylvia Leatherman qui a fait des récoltes en Amérique du sud.

## Répartition géographique
Cette espèce est originaire du pays suivant : Bolivie.